# Juicio de Jesús

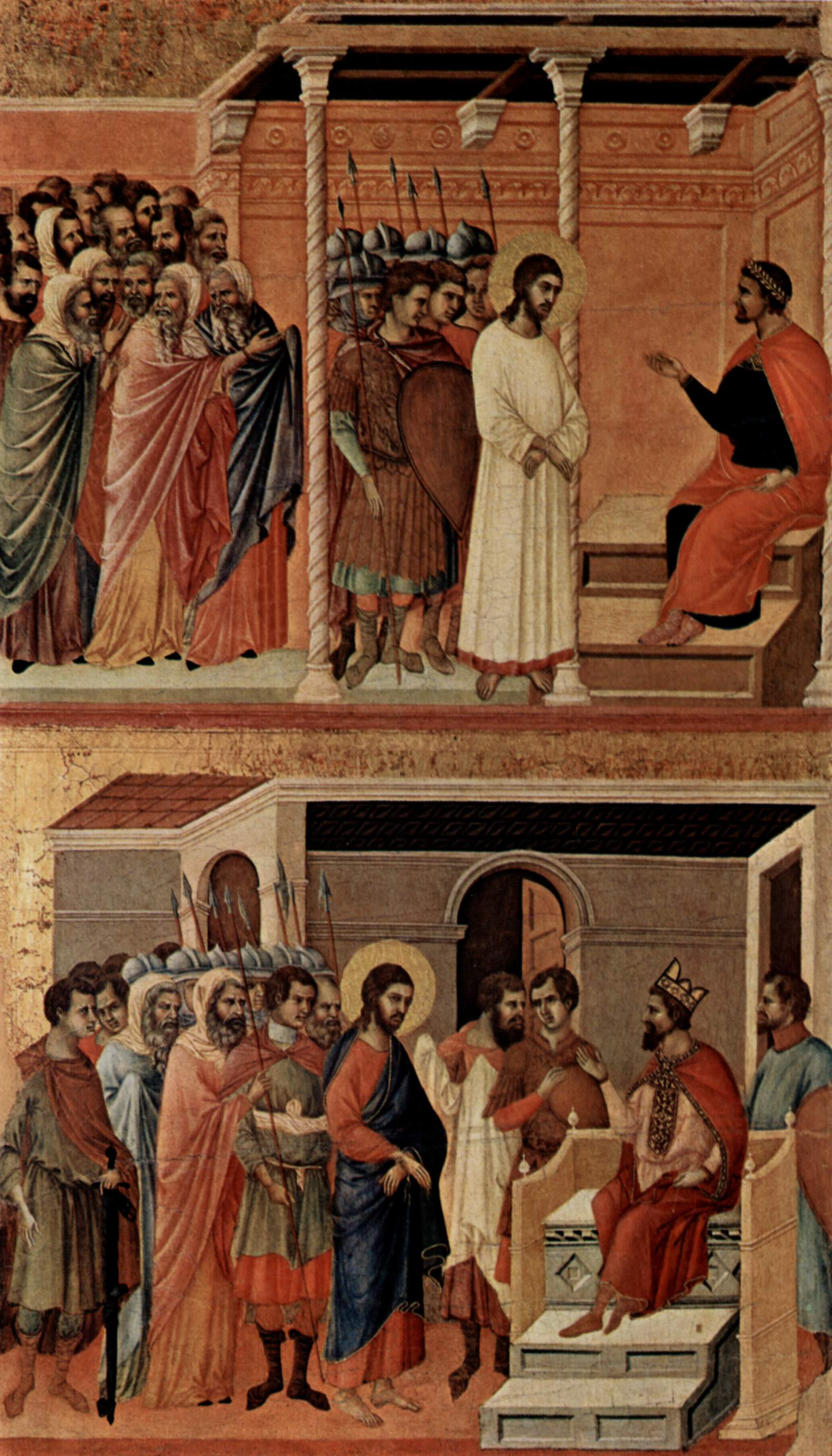
Cristo ante Pilatos (arriba) y Herodes (abajo), de Duccio di Buoninsegna. Detalle de la Maestà de la catedral de Siena, donde se narra el ciclo completo de la Pasión, incluyendo todas las escenas del juicio.

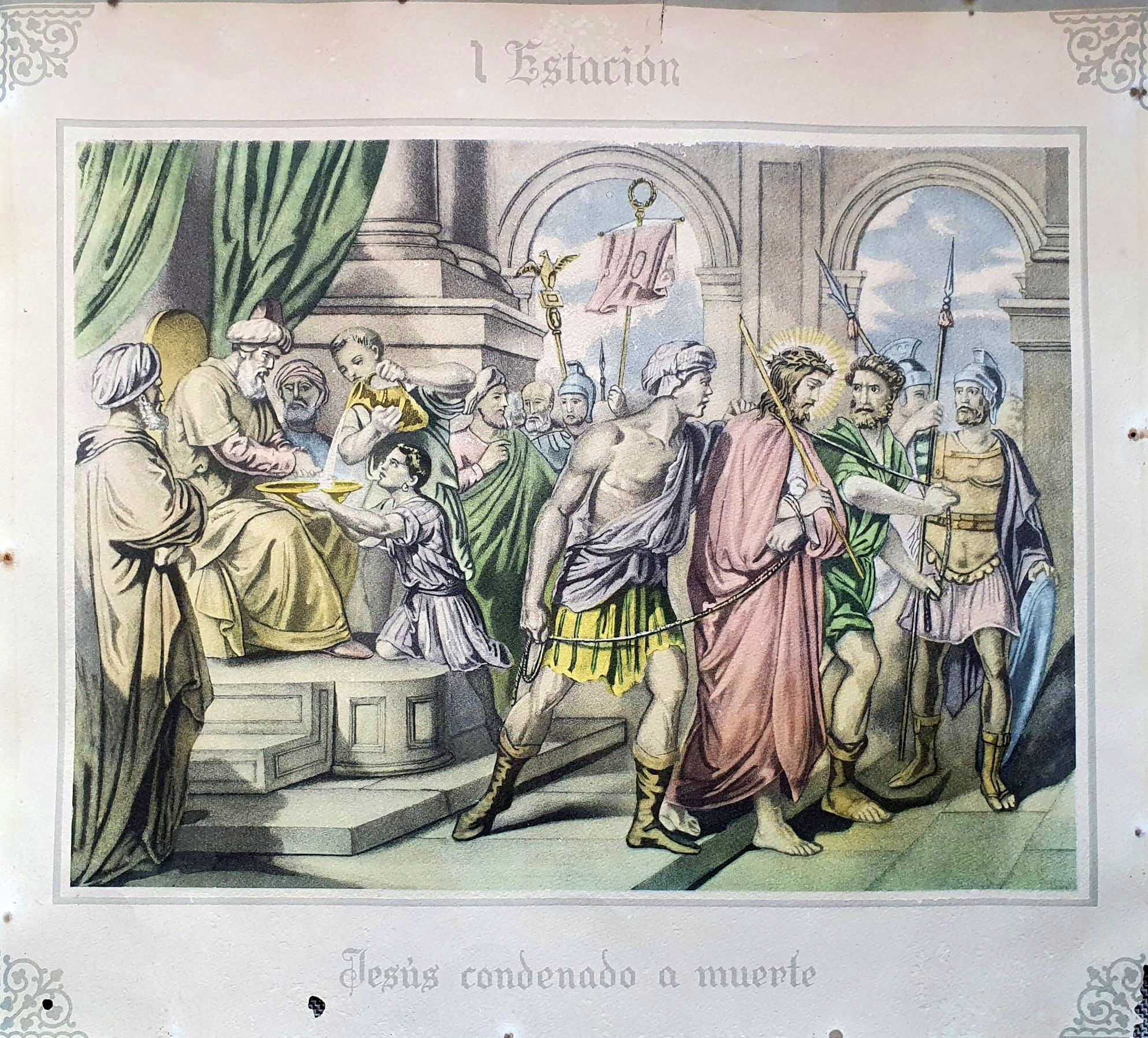
Juicio de Jesús ante Pilatos, el cual se enjuaga las manos. Primera estación del calvario de la Iglesia de Nuestra Señora de la Asunción de Villamelendro de Valdavia (Palencia)

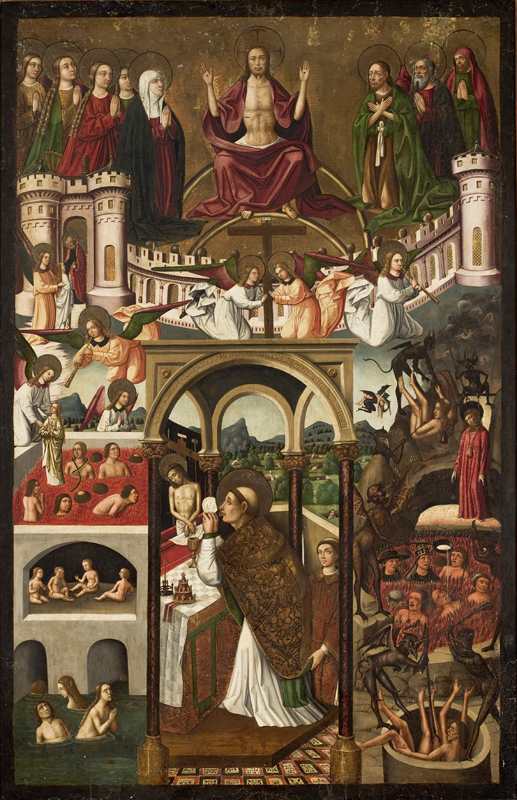
Juicio final, del Maestro de la familia Artés.

Juicio de Jesús es una expresión que se refiere a dos episodios neotestamentarios, ambos centrales para el cristianismo, en uno de los cuales Jesús es sometido a juicio, mientras que en otro es Jesús el juez. La ambigüedad se remonta por la hermenéutica bíblica, que identifica a Dios con la justicia.
En primer lugar, el periplo judicial, descrito en los evangelios canónicos dentro del ciclo de la Pasión, que se produce tras el prendimiento de Cristo, y en el que sucesivamente es conducido de una instancia a otra ("de Anás a Caifás y de Herodes a Pilatos", es el tópico construido sobre ello); en segundo lugar, el juicio final descrito en el Apocalipsis, y planteado como una profecía de los últimos tiempos, en que Jesús, como juez, juzgará "a vivos y muertos".
Jesús está generalmente callado, no se defiende, raramente responde a las acusaciones, y es encontrado culpable de violar la ley del Sabbath (curando en Sabbath), de amenazar con destruir el Templo Judío, de practicar  hechicería exorcizando a la gente por el poder de demonios y afirmar ser el Mesías.  Luego es llevado ante Poncio Pilato, el gobernador de Judea romana, para ser juzgado por afirmar ser el Rey de los Judíos.
De ambos episodios hay abundante tratamiento iconográfico como temas artísticos en el arte cristiano.

## Cristo, enjuiciado
El caso judicial se describe como un conflicto de jurisdicciones en el que cada una de las instancias desea evitar pronunciarse, inhibiéndose en favor de otra. Los interrogatorios a que Jesús es sometido tanto por el Sanedrín (el tribunal judío que se reúne en las casas del sumo sacerdote -Caifás- y su suegro y anterior sumo sacerdote -Anás-) como por el gobernador romano Poncio Pilatos (en el Pretorio de Jerusalén -posiblemente en la torre Antonia-), Herodes Antipas (tetrarca de Galilea) y finalmente de nuevo por Pilatos, se plantean para incriminar al reo en delitos religiosos y políticos (principalmente, para hacerle confesar que se consideraba "rey de los judíos"); pero se convierten en oportunidades para que Jesús confunda a sus jueces, al tiempo que plantea puntos centrales del mensaje evangélico a través de enigmáticas respuestas ("Tú lo dices", "Mi reino no es de este mundo ... Tú dices que yo soy rey. Yo para esto he nacido, y para esto he venido al mundo, para dar testimonio a la verdad. Todo aquel que es de la verdad, oye mi voz") que llevan a Pilatos a cuestionarse "¿Qué es la verdad?"
En medio del proceso se producen diversas torturas (Cristo en la columna) y burlas (los llamados "improperios") por parte de los soldados romanos o de los esbirros del Sanedrín (que en terminología artística y devocional son llamados "sayones"). El sentido de las burlas es también relacionarle con la realeza y sus símbolos de un modo paródico (coronación de espinas, imposición del manto de Herodes -"una ropa espléndida"- o de Pilatos -"un manto de púrpura"-, a veces identificados con la túnica de Cristo). Por último, Jesús es exhibido en un estado lastimoso (Ecce Homo) ante la multitud, a la que se ofrece la posibilidad de perdonarlo (según la costumbre de la Pascua judía), dando a elegir entre Jesucristo y Barrabás (un famoso delincuente). El que prefirieran liberar a Barrabás es presentado como la exención de responsabilidad de Pilatos y los romanos ("lavo mis manos de sangre inocente") y la consiguiente responsabilidad colectiva del pueblo judío ("todo el pueblo dijo: su sangre sea sobre nosotros y sobre nuestros hijos"), pasaje que se usó históricamente como una justificación del antisemitismo.
La consiguiente condena a muerte de Cristo se cumple con su crucifixión, tras ser conducido cargando la cruz hasta el monte Calvario o Gólgota (el lugar para las ejecuciones situado fuera de Jerusalén).

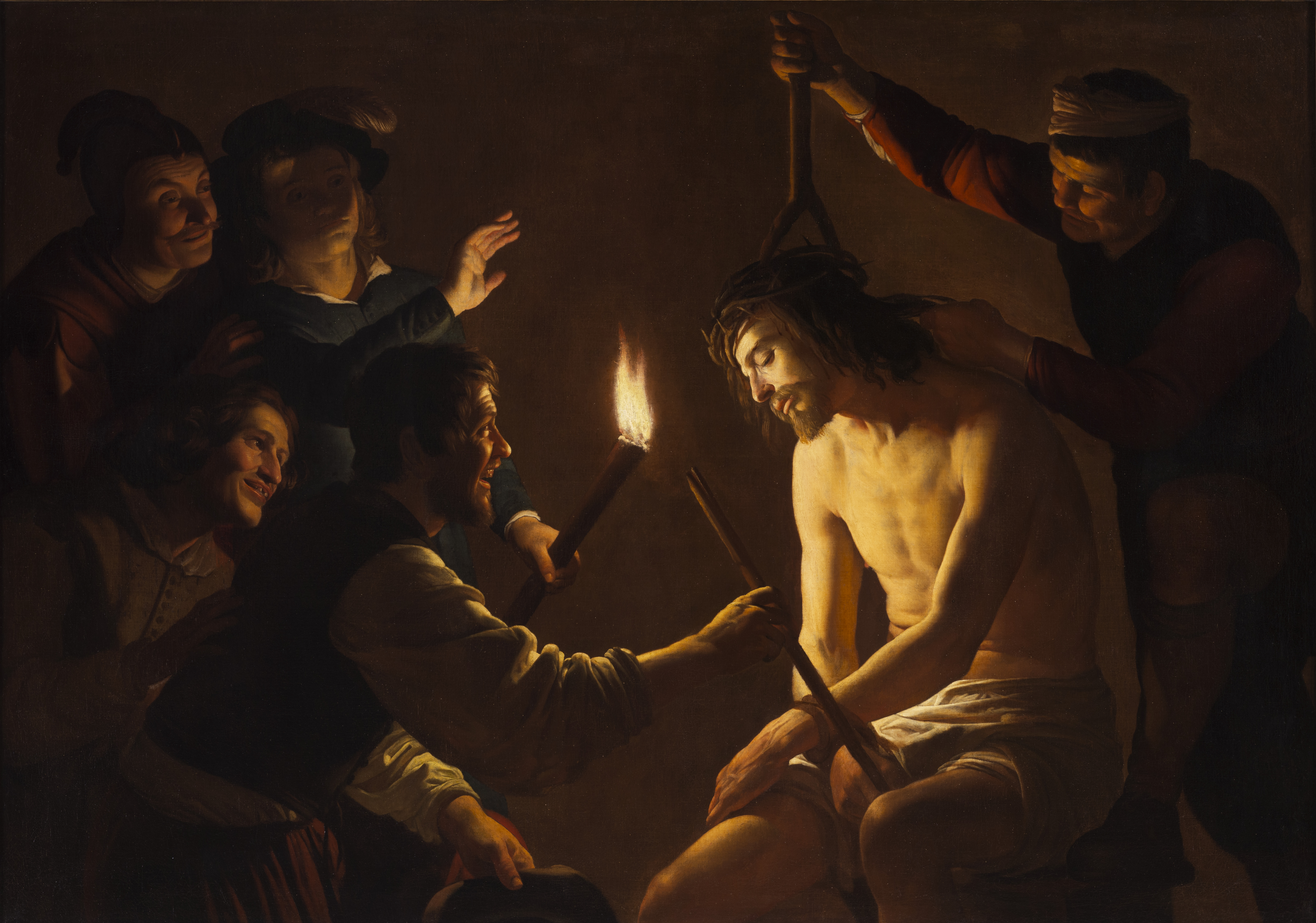
Los improperios, de Gerard van Honthorst (ca. 1617).
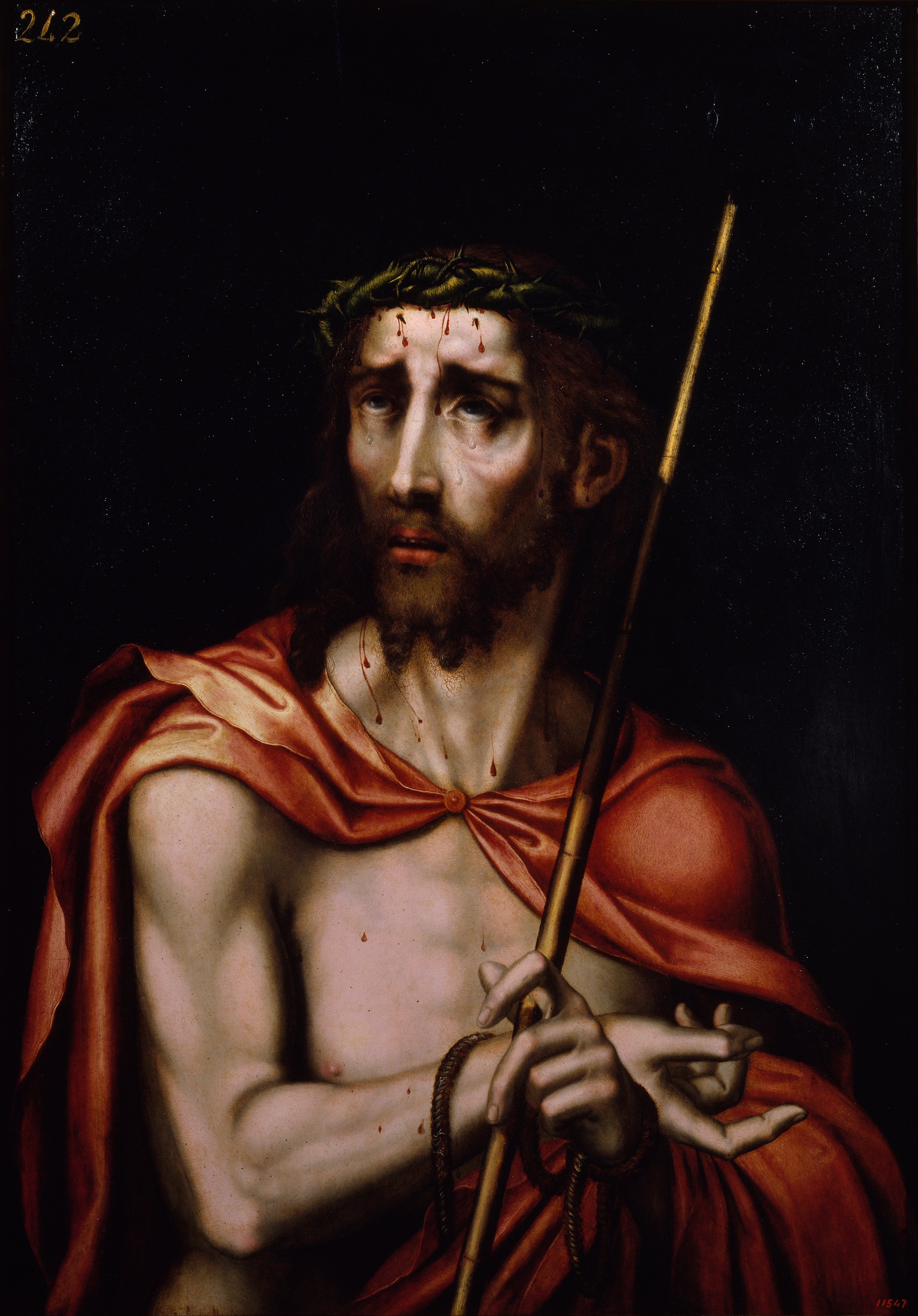
Ecce Homo, de Luis de Morales (ca. 1570).
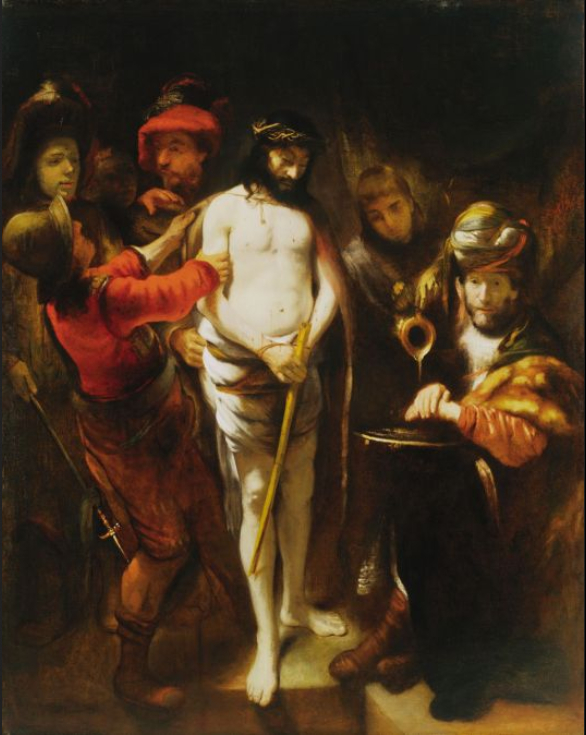
Pilatos se lava las manos, de Nicolaes Maes (mediados del siglo XVII).

## Investigación nocturna en el palacio de Caifás
En la narración de los evangelios sinópticos, tras el arresto de Jesús, éste es llevado a la residencia privada de Caifás, el sumo sacerdote.  Mateo 26 (Mateo 26:57) afirma que Jesús fue llevado a la casa de Caifás, el Sumo Sacerdote de Israel, donde estaban reunidos los escribas y los ancianos. Marcos 14 (Marcos 14:53) afirma que Jesús fue llevado esa noche "al sumo sacerdote" (sin nombrar al sacerdote), donde se reunieron todos los sumos sacerdotes y los ancianos.
Según el evangelio de Juan, Jesús no fue llevado ante Caifás sino ante Anás, quien lo interrogó sólo en privado. Antiguo sumo sacerdote y suegro de Caifás, Anás seguía siendo muy influyente. El hecho de que Jesús no fuera llevado ante Caifás sino ante Anás se explica porque el palacio de este último estaba más cerca del lugar del arresto que el del primero. Pedro y otros discípulos, sin embargo, ignorando la situación, fueron a la casa de Caifás por la noche.

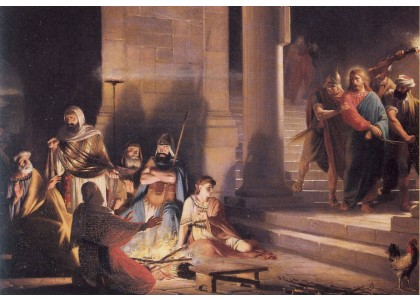
La negación de Pedro, Arturo Viligiardi, 1888

En los cuatro relatos evangélicos, el juicio de Jesús ante los sacerdotes y escribas se intercala con la narración de la negación de Pedro, en la que el apóstol Pedro, que ha seguido a Jesús, niega conocerlo tres veces. La narración intercalada de la resuelta determinación de Jesús ofrece contraste con la narración enmarcada de las negaciones agraviadas de Pedro (Marcos 14:53-54, 14:66-72).  Lucas 22 (Lucas 22:61) afirma que mientras Jesús estaba atado y de pie en la casa del sacerdote, Pedro estaba en el patio. Jesús "se volvió y lo miró fijamente", y Pedro recordó las palabras que Jesús le había dicho: "Antes de que cante el gallo hoy, me repudiarás tres veces". 
En Juan 18 (Juan 18:24), Jesús es enviado por Anás al sumo sacerdote Caifás. Tanto Mateo como Marcos dicen que a la mañana siguiente se celebró otra consulta entre los sacerdotes. La segunda entrevista con Jesús "se celebró evidentemente en la casa de Caifás, y no en la Cámara de la Piedra Labrada".
Según Lucas 22:63, en casa de Caifás, Jesús es burlado y golpeado. Se le acusa de pretender ser tanto el Mesías como el Hijo de Dios. Aunque los relatos evangélicos varían con respecto a algunos de los detalles, coinciden en el carácter general y la estructura global de los juicios de Jesús. 
Marcos 14:55-59 afirma que los jefes de los sacerdotes buscaron testigos para testificar contra Jesús, pero no encontraron ninguno. Mateo los caracteriza como falsos testigos. Muchos dieron falso testimonio contra él, pero su testimonio no concordaba. Finalmente se presentaron dos y le acusaron de decir "Soy capaz de destruir el templo y volverlo a levantar en tres días". El teólogo Eckhard J. Schnabel señala que si el Sanedrín hubiera querido urdir falsos testimonios habría preparado a los testigos para que sus declaraciones se confirmaran en lugar de contradecirse.
En los relatos evangélicos, Jesús habla muy poco y da respuestas muy poco frecuentes e indirectas a las preguntas de los sacerdotes, según Juan 18:22, lo que provocó que un oficial lo abofeteara. En Mateo 26:62, la falta de respuesta de Jesús lleva al sumo sacerdote a preguntarle: "¿No respondes nada?". En los relatos evangélicos, los hombres que retienen a Jesús en casa del sumo sacerdote se burlan de él, le vendan los ojos, le insultan y le golpean, a veces abofeteándole y pidiéndole que adivine quién le ha pegado. 
Marcos 14:61 afirma que el sumo sacerdote preguntó entonces a Jesús: "¿Eres tú el Cristo, el Hijo del Bendito?". Y Jesús respondió: "Yo soy", momento en el que el sumo sacerdote rasgó su propia túnica enfurecido y acusó a Jesús de blasfemia. En Mateo 26:63, el sumo sacerdote dijo: "Dinos si tú eres el Cristo, el Hijo de Dios". Jesús respondió: "Tú lo has dicho", y añadió: "Pero yo os digo a todos vosotros: En el futuro veréis al Hijo del Hombre sentado a la diestra del Poderoso y viniendo sobre las nubes del cielo", provocando que el Sumo Sacerdote rasgara su propio manto, quebrantando la Ley Mosaica (Levítico 21:10), y acusarle de blasfemia.
Según Lucas, José de Arimatea era consejero, un miembro del Sanedrín que disintió de la decisión.  Según Juan, Nicodemo estuvo con José de Arimatea para recuperar y enterrar el cuerpo de Jesús, lo que permite inferir que también disintió.

## Acusación y juicio por la mañana
Lucas 22:66 afirma que, tan pronto como se hizo de día, los jefes de los sacerdotes y los escribas se reunieron y llevaron a Jesús a su consejo.  Juan 18:28 afirma que, temprano por la mañana, Jesús fue conducido de Caifás a Poncio Pilato en el Pretorio. 
En Lucas 22:67, se le pregunta a Jesús: Si tú eres el Cristo, dínoslo. Pero él les dijo: Si os lo digo, no creeréis. Pero, en Lucas 22:70, cuando se le pregunta ¿Eres tú, pues, el Hijo de Dios?, Jesús responde Vosotros decís que lo soy, afirmando el título de Hijo de Dios. En ese momento, los sacerdotes dicen ¿Qué más necesitamos de testigos? pues nosotros mismos hemos oído de su propia boca, y deciden condenar a Jesús.
Posteriormente, en el Tribunal de Pilato, los ancianos judíos piden a Poncio Pilato que juzgue y condene a Jesús, acusándolo de pretender ser el Jesús, Rey de los Judíos. Tal afirmación sería considerada traición por ser un desafío directo a las autoridades romanas.

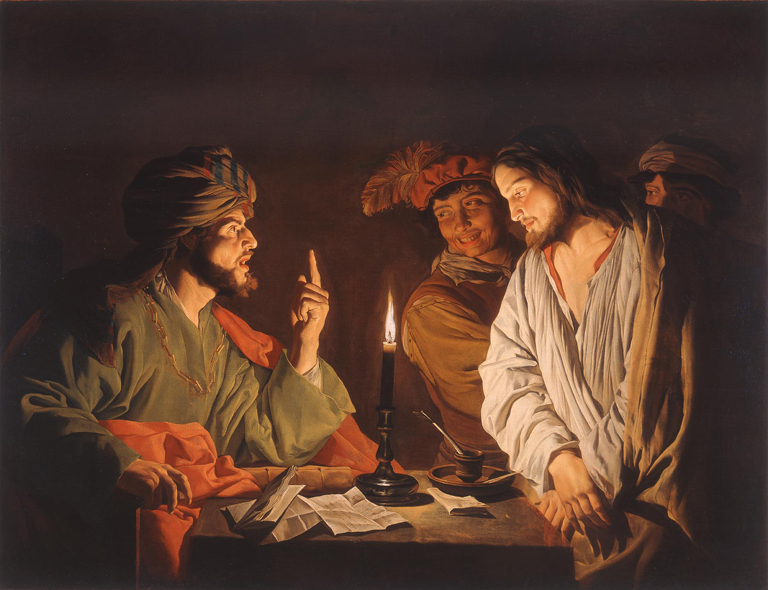
Representación de Matthias Stom de Jesús ante Caifás, c. 1630
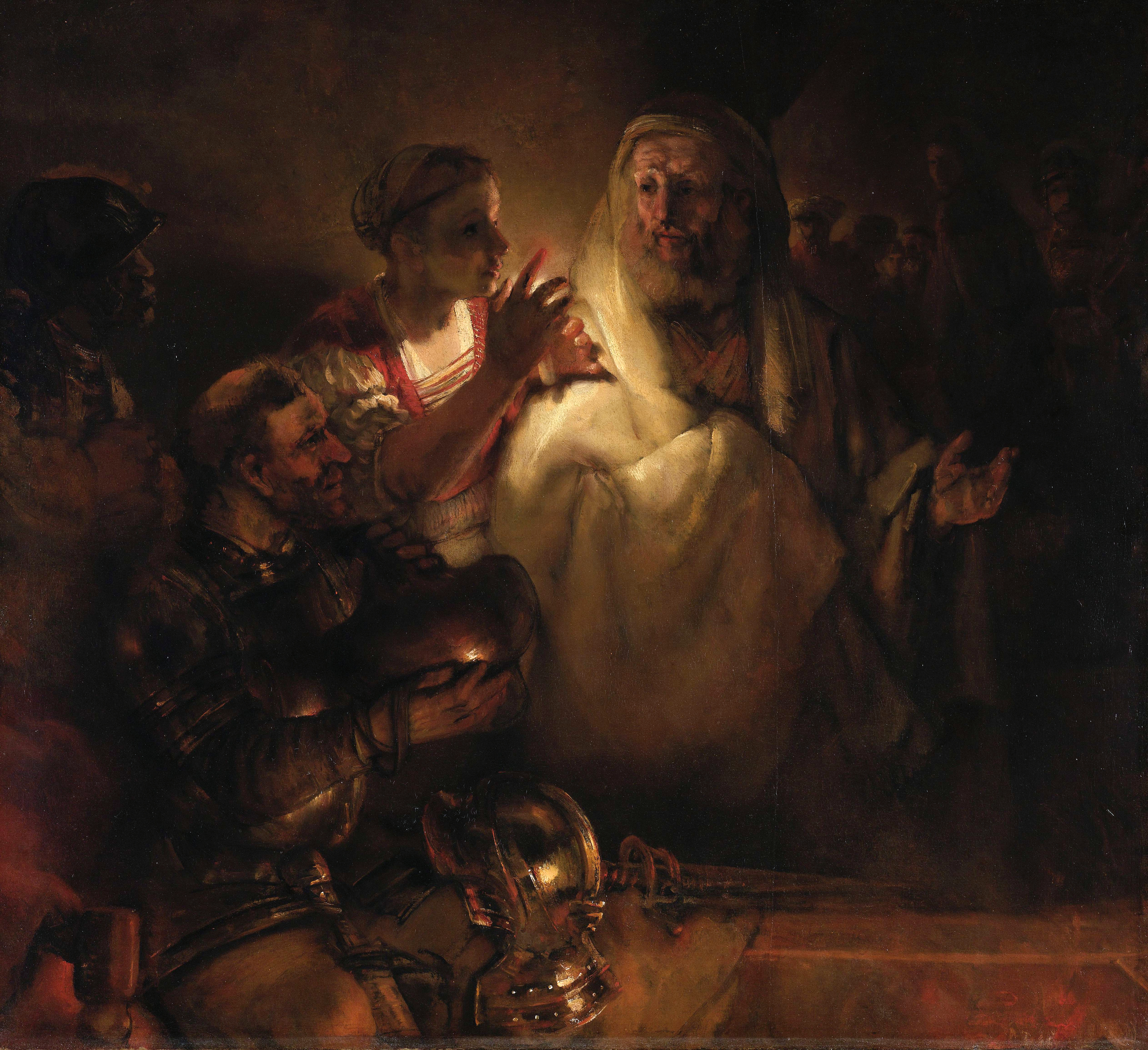
La representación de Rembrandt de 1660 de Negación de Pedro. Jesús, en la esquina superior derecha, está en casa del sumo sacerdote, con las manos atadas a la espalda, y se vuelve para mirar a Pedro.

## Comentarios de la Iglesia católica
El desarrollo del del juicio de Jesús se pueden concretar siete momentos sucesivos: 
- Primero, cuando los judíos exponen la acusación de modo genérico: es un malhechor.
- En segundo lugar está el diálogo de Pilato con Jesús, que termina con la afirmación de Jesús: «Yo soy Rey».
- El tercer momento se desarrolla cuando Pilato intenta salvar a Jesús, preguntando al pueblo si quieren que suelte al «Rey de los judíos».
- El momento más importante, el central que es el cuarto, es la coronación de espinas, cuando los soldados se burlan de Jesús llamándole en tono jocoso «Rey de los judíos».
- El quinto momento es la presentación del Jesús como Ecce Homo, coronado de espinas y con el manto de púrpura, y la acusación de los judíos de que Jesús se ha hecho Hijo de Dios.
- En sexto lugar se desarrolla dentro del pretorio frente a Pilato, dialogando con Jesús e intenta averiguar algo más sobre su misterioso origen. Es ahora, en este momento, cuando los judíos centran su odio en una acusación totalmente política: «El que se hace rey va contra el César»
- Por último, Pilato señalando a Jesús dice: «Aquí está vuestro Rey». La solemnidad del momento está muy concretada por la indicación del lugar —el Litóstrotos—, el día —la Parasceve— y de la hora —hacia las doce del mediodía—.[28]

En los pasajes citados, se hace referencia a un episodio en el que Jesús pronunció palabras acerca del Templo, específicamente la frase Destruid este Templo y yo lo reconstruiré en tres días. Este evento es registrado en el Evangelio de Juan. Posteriormente, las autoridades judías utilizaron estas palabras como base para acusar a Jesús de alborotador y proclamarse a sí mismo como Rey de los Judíos. El pasaje destaca un momento crucial en el que las palabras de Jesús sobre el Templo se convierten en un motivo de acusación en su contra. Él hablaba del Templo de su cuerpo; éstos por el contrario, aplican sus palabras al Templo hecho de piedras 
Los sucesos se desarrollaron de la siguiente forma: En primer lugar es acusado falsamente;  después se le incrimina con una frase fuera de contexto. Jesús callaba ante las diferentes acusaciones: La afirmación mesiánica es tomada para acusarle de blasfemo, la condena a muerte y las burlas de los criados. El perjurio de Pedro es una última afrenta, si bien, al final, Pedro llora. Como sucedió en otras ocasiones, Pedro no se sostiene por su fortaleza, sino por su contrición: 

Lloró amargamente porque sabía amar, y bien pronto las dulzuras del amor reemplazaron en él las amarguras del dolor. 

El santo David hizo penitencia de sus mortíferos crímenes y se mantuvo en su jerarquía. El bienaventurado Pedro, cuando derramó lágrimas amargas, se arrepintió de haber negado al Señor y siguió siendo apóstol 

«Dios permitió que aquel a quien había dispuesto para presidir la Iglesia tuviera miedo ante el dicho de una criada y Le negara. Sabemos con certeza que esto fue trazado por una providencia llena de piedad; para que quien había de ser pastor de toda la Iglesia, aprendiera en su culpa cómo debería él compadecerse de los otros. Por eso, primero le hizo conocerse a sí mismo, y después le puso al frente de los demás, para que con su flaqueza aprendiera cuán misericordiosamente debía soportar las debilidades de los demás». 

Los líderes del pueblo acusan a Jesús de profetizar la destrucción del Templo y su sustitución por otro. A pesar de que este cargo es falso, como se indica en el versículo 57, la condena a muerte de Jesús finalmente lleva al sacrificio en la cruz. Este acto sacrificial es visto como el cumplimiento y la inauguración de un nuevo Templo, simbolizando un cambio en el modo de adoración. En lugar del enfoque en el Templo físico, el énfasis se traslada al culto en el nuevo Templo representado por el sacrificio redentor de Jesús en la cruz. Este tema subraya la importancia teológica de la muerte de Jesús y su significado en la perspectiva del nuevo culto y la relación redentora con Dios. 

Lejos de haber sido hostil al Templo, donde expuso lo esencial de su enseñanza, Jesús quiso pagar el impuesto del Templo, asociándose con Pedro, a quien acababa de poner como fundamento de su futura Iglesia. Aún más, se identificó con el Templo presentándose como la morada definitiva de Dios entre los hombres. Por eso su muerte corporal anuncia la destrucción del Templo que señalará la entrada en una nueva edad de la historia de la salvación: “Llega la hora en que, ni en este monte, ni en Jerusalén adoraréis al Padre”

## Cristo, juez
La condición de Jesucristo como Dios juez está indicada en los textos neotestamentarios y se fijó dogmáticamente, asociado a la segunda venida en el símbolo niceno ("vendrá a juzgar a los vivos y los muertos") y el constantinopolitano ("de nuevo vendrá con gloria, para juzgar a vivos y muertos, y su reino no tendrá fin").
A efectos de interpretación teológica, es muy habitual oponer el concepto de Dios del Viejo Testamento (identificado como "juez severo" y asociado al castigo) al concepto de Dios del Nuevo Testamento (identificado con el mandamiento del amor y asociado al perdón), con ambos rasgos (castigo y perdón) asociados a la condición de juez. Incluso hubo corrientes del gnosticismo, como el marcionismo y el ofismo, que proponían la existencia de dos dioses distintos. La ortodoxia católica condenó como herejías tales doctrinas y otras hasta cierto punto similares, como el maniqueísmo.

Porque el Padre a nadie juzga, sino que todo el juicio dio al Hijo, ... y también le dio autoridad de hacer juicio, por cuanto es el Hijo del Hombre.
Evangelio de Juan, 5:22-27

Él es el que Dios ha puesto por Juez de vivos y muertos.
Hechos de los Apóstoles, 10:42

Y vi a los muertos, grandes y pequeños, de pie ante Dios; y los libros fueron abiertos, y otro libro fue abierto, el cual es el libro de la vida; y fueron juzgados los muertos por las cosas que estaban escritas en los libros, según sus obras. Y el mar entregó los muertos que había en él; y la muerte y el Hades entregaron los muertos que había en ellos; y fueron juzgados cada uno según sus obras. ... Y el que no se halló inscrito en el libro de la vida fue lanzado al lago de fuego.
Apocalipsis, 20:12-15

Esta señal de la cruz estará en el cielo, cuando el Señor vendrá a juzgar. Entonces todos los siervos de la cruz, que se conformaron en la vida con el crucificado, se llegarán a Cristo juez con gran confianza.
Tomás de Kempis, De Imitatione Christi, ca. 1418-1427.

Dios, Juez que lo ve todo, no necesita en sus causas de testigos. Su Divina Magestad se intitula testigo y Juez.
Gaspar de Villarroel, Govierno eclesiastico-pacifico y union de los dos cuchillos Pontificio y Regio, 1656.

Comoen otras ocasiones, el evangelio es paradójico. La imagen que utiliza Jesús evoca el Juicio Final;  el ahora juzgado, será Juez después.

## Galería

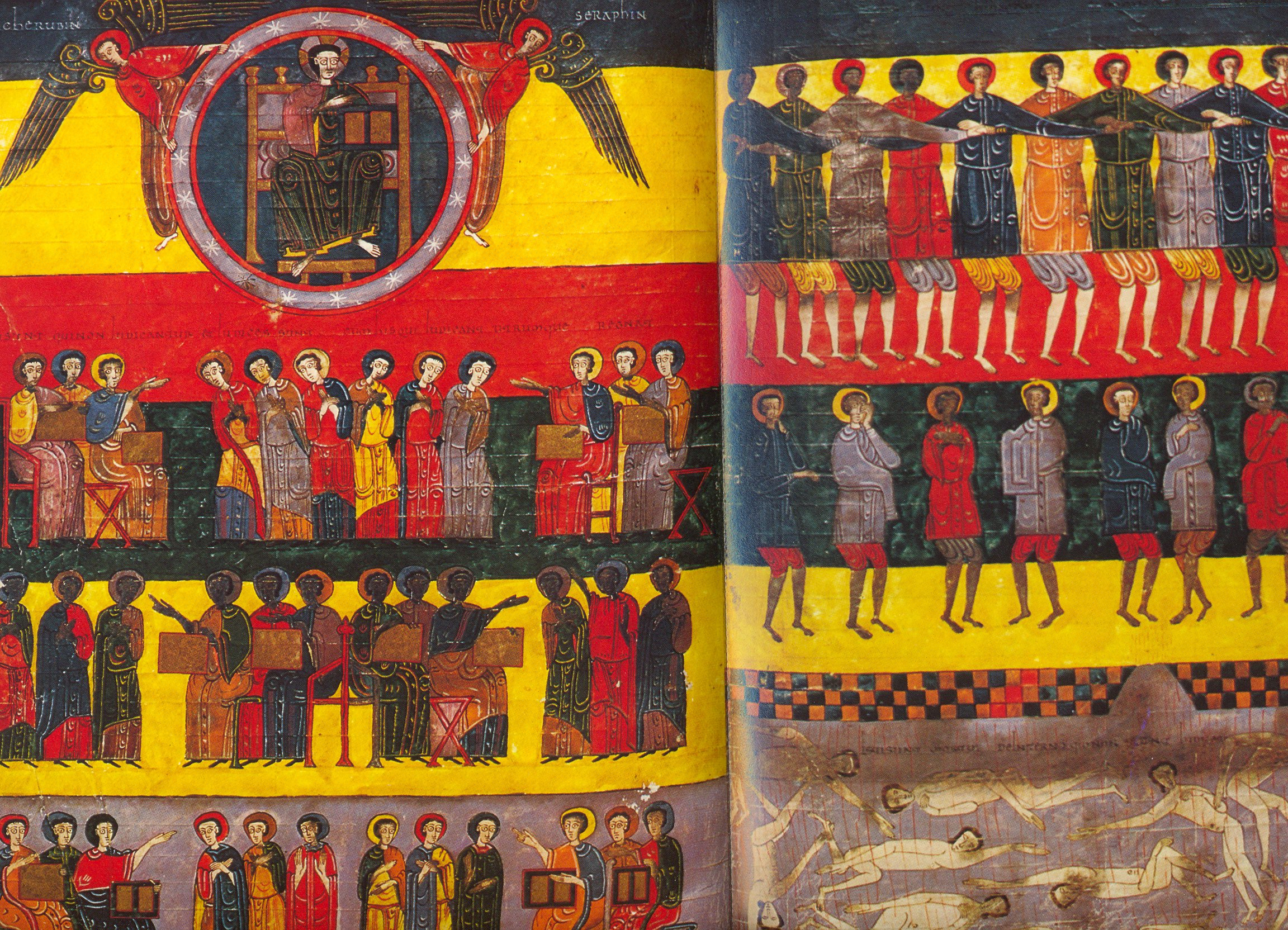
Beato de Fernando I y doña Sancha.
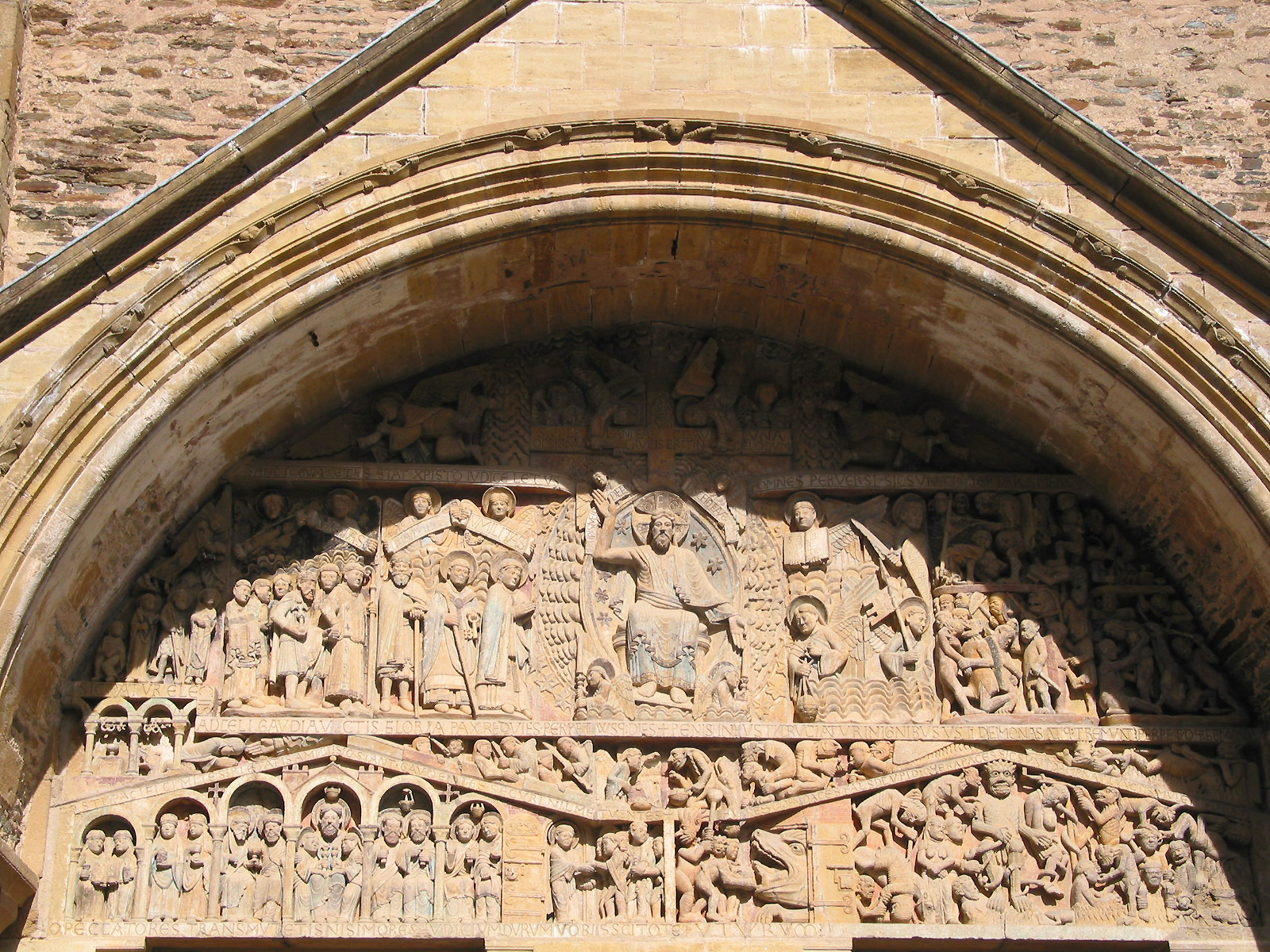
Pórtico de Santa Fe de Conques.
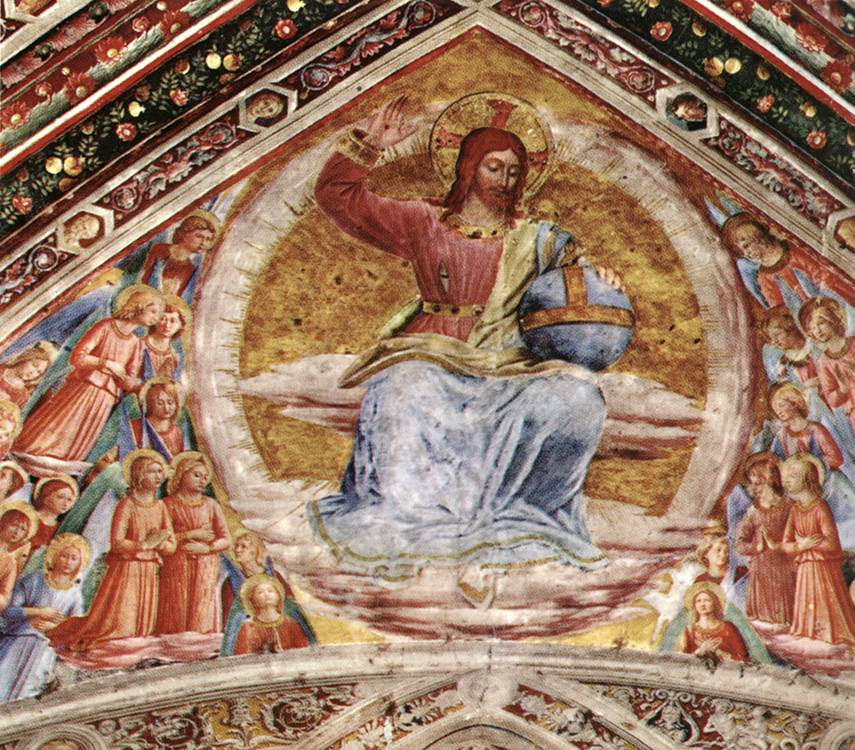
Techo de la capilla de San Bricio de la Catedral de Orvieto, Fra Angelico.
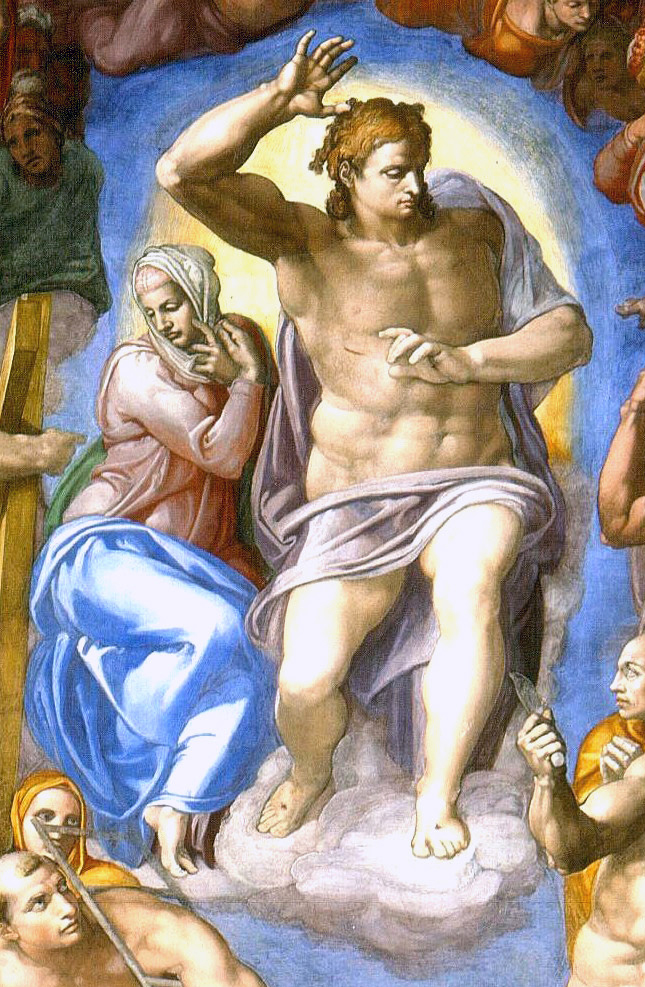
Detalle de El Juicio Final (Capilla Sixtina), Miguel Ángel.

## Tema literario
El juicio de Jesucristo ha sido utilizado como tema literario en algunas obras:
- Fiódor Dostoyevski, Los hermanos Karamazov, novela, 1880 (contiene una narración denominada El Gran Inquisidor, ambientada en la Sevilla del siglo XVI).[49]
- Diego Fabbri, Proceso de Jesús, teatro, 1955.